# جینگ رویشوئه
جینگ رویشوئه (انگلیسی: Jing Ruixue؛ زادهٔ ۴ ژوئیه ۱۹۸۸) کشتی‌گیر زن اهل چین است.
وی در مسابقات کشوری و بین‌المللی در مجموع برندهٔ ۳ مدال طلا، ۲ مدال نقره، ۱ مدال برنز شده‌است.